# الأخوان رايت
الأخوان رايت (بالإنجليزية: Wright Brothers)‏ هما أورفيل (19 أغسطس 1871 - 30 يناير 1948) وويلبر (16 أبريل 1867 - 30 مايو 1912).

## الطفولة
أنجب والدا ويلبر وأورفيل رايت سبعة أطفال. امتلك ميلتون رايت (1828-1917) أصول إنجليزية وهولندية، بينما امتلكت سوزان كاثرين كورنر (1831-1889) أصول ألمانية وسويسرية. انحدرت والدة ميلتون رايت، كاثرين ريدر، من عائلة فاندربيلت وعائلة هوغوينوت جانو من نيو روتشيل في ولاية نيويورك. ولد ويلبر بالقرب من ميلفيل بولاية إنديانا عام 1867، بينما ولد أورفيل في مدينة دايتون بولاية أوهايو عام 1871.
لم يتزوج الأخوان رايت قط، وضمت عائلتهم من الإخوة والأخوات ما يلي: روشلين (1861–1920) ولورين (1862- 1939) وكاثرين (1874-1929) والتوأم أوتيس وإيدا (1870 توفوا في طفولتهم). يعود أصل الأب المباشر إلى صموئيل رايت (مواليد 1606 في مقاطعة إسكس في إنجلترا) الذي أبحر إلى أمريكا واستقر في ماساتشوستس عام 1636.
لم يحمل أطفال رايت أسماء متوسطة. وللتعويض عن ذلك، حاول والدهم جاهدًا جعل الاسم الأول مميز. سمي الأخوان تيمنًا بويلبور فيسك وأورفيل ديوي، رجلا دين أعجب بهما ميلتون رايت. استخدم أصدقاؤهم الأسماء المختصرة ويل وأورف، بينما عرفهم جيرانهم في دايتون باسم أطفال الأسقف أو أولاد الأسقف.
بسبب منصب والدهم كأسقف في كنيسة الإخوة المتحدين في المسيح، سافر الأخوان وتنقلوا كثيرًا، ويقدر عدد مرات انتقالهم بنحو اثني عشر مرة قبل أن يستقروا نهائيًا في دايتون عام 1884. كان أورفيل طفلًا مشاغبًا في المدرسة الابتدائية، وطرد لهذا السبب في إحدى المرات من المدرسة. في عام 1878، عندما كانت العائلة تعيش في سيدار رابيدز بولاية أيوا، أحضر ميلتون لعبة هليكوبتر لابنيه الصغيرين. صممت اللعبة اعتمادًا على اختراع رائد الطيران الفرنسي ألفونس بينود. كانت اللعبة مصنوعة من الورق والخيزران والفلين مع شريط مطاطي لتدوير مروحتها بطول 1 قدم تقريبًا (30 سم). لعب ويلبر وأورفيل فيها حتى تحطمت، ثم صنعوا بعدها لعبتهم الخاصة. في السنوات اللاحقة، أشاروا إلى هذه الحادثة باعتبارها الشرارة التي أشعلت اهتمامهم بالطيران.

## في مجال التجارة
تأسست شركة رايت في 22 نوفمبر عام 1909. باع الأخوان براءات اختراعهم للشركة مقابل 100,000 دولار أمريكي، كما حصلوا أيضًا على ثلث الحصة من إصدار أسهم بقيمة مليون دولار و10% من حقوق الملكية على كل طائرة مباعة. تولى ويلبر منصب رئيس الشركة بينما شغل أورفيل منصب النائب. أسست الشركة مصنعها في دايتون وأقامت مدرسة طيران/ حقل طيران تجريبي في هوفمان براري، بينما اختارت مدينة نيويورك لتكون مقر مكتبها الرئيسي.
في منتصف عام 1910، غير الأخوان رايت تصميم رايت فلاير عبر نقل مكان المصعد الأفقي من الأمام إلى الخلف وإضافة عجلات مع بقاء المزلق ضمن عدة الهبوط. بحلول ذلك الوقت، أصبح دور المصعد الخلفي في تسهيل التحكم في الطائرة واضحًا، وخاصةً في السرعات العالية. سمي الإصدار الجديد بالنموذج ب، على الرغم من عدم تسمية الأخوين رايت التصميم الأصلي بالنموذج أ أبدًا، ولكن فيلق الجيش الأمريكي الذي اشترى النموذج أطلق عليه اسم الطائرة رايت- النوع أ.
لم يحصل الأخوان على الكثير من العملاء لطائراتهم. ولهذا، وظفت شركة رايت ودربت فريق من الطيارين لاستعراض أجهزتهم والفوز بجوائز مالية للشركة في ربيع عام 1910، وذلك على الرغم من ازدراء ويلبر لما سماه تجارة الاحتيال. ظهر الفريق لأول مرة في إنديانا بوليس سبيدواي في 13 يونيو. قبل انتهاء العام، توفي الطياران رالف جونستون وأرك هوكسي في حوادث الاستعراض الجوي. وفي نوفمبر 1911، حل الأخوان الفريق الذي خدم فيه تسعة رجال (توفى أربعة أعضاء سابقين في حوادث لاحقة أخرى).
نقلت شركة رايت أول شحنة جوية تجارية معروفة في 7 نوفمبر 1910؛ حين حملت لفافتي حرير مسافة 65 ميل (105 كم) من مدينة دايتون إلى كولومبوس بولاية أوهايو لصالح متجر مورهاوس مارتينز الذي دفع رسومًا قدرها 5000 دولار. نفذ الرحلة طيار الشركة فيل بارميلي في غضون ساعة وست دقائق كانت خلالها الشحنة مربوطة في مقعد الراكب. اعتبرت الرحلة نوعًا من الإعلان أكثر من كونها توصيلة. قطع الحرير حينها إلى قطع صغيرة وبيع كهدايا تذكارية.
بين عامي 1910 و1916، دربت مدرسة الأخوين رايت للطيران في هوفمان براري 115 طيار؛ حيث تلقوا التعليمات من أورفيل ومساعديه. حظي العديد من المتدربين بالشهرة؛ كهنري أرنولد (هاب) الذي ترقى لجنرال برتبة خمس نجوم وقاد القوات الجوية للجيش الأمريكي في الحرب العالمية الثانية وأصبح حينها أول رئيس لتلك القوات؛ وكالبرايث بيري رودجرز الذي قام بأول رحلة عبرت أمريكا كاملةً من المحيط إلى المحيط في عام 1911 (تخلل ذلك محطات توقف وحوادث عديدة) على متن طيارة من الطراز إكس أطلق عليها اسم فين فيز (على اسم مشروب غازي للجهة الراعية)؛ وإدي ستينسون مؤسس شركة ستينسون للطائرات.

## حوادث الجيش
في الفترة بين 1912 و1913، أدت سلسلة من الحوادث، تحطمت خلالها الطائرات التي اشتراها الجيش الأمريكي، إلى التشكيك في سلامة طائرات الأخوين رايت وتصميمها. بلغ عدد القتلى 11 شخص بحلول عام 1913. لقي نصف هؤلاء القتلى حتفهم في طائرات من طراز رايت سي؛ حين تحطمت جميع الطائرات الست التي اشتراها الجيش من هذا الطراز. كانت مقدمة الطائرات تميل للهبوط أولًا، لكن أورفيل أصر على أن ذلك خطأ الطيار. تعاون أورفيل مع الجيش لتجهيز الطائرات بمؤشر أولي يجنب الطيار الصعود الحاد. توصل تحقيق حكومي إلى أن طائرات رايت سي غير مهيأة ديناميكيًا للطيران، وحينها أنهى الجيش الأمريكي استخدامه للطائرات المزودة بمراوح دافعة كالنماذج التي صنعتها شركتا رايت وكيرتس، وذلك بسبب احتمال سحق المحرك للطيار عند وقوع أي حادث؛ ففي تصميم هذه الطائرات يوضع المحرك خلف الطيار مباشرة. عارض أورفيل تغيير التصميم وتصنيع طائرات بمراوح جرارة، بسبب تهديد ذلك لقضية انتهاك براءة الاختراع ضد شركة كيرتس.

## حقل الأخوين رايت
أطلقت ناسا على أول منطقة إقلاع وهبوط على كوكب المريخ لطائرة الهليكوبتر إنجينيويتي (2021) اسم حقل الأخوين رايت. وصلت إنجينيويتي إلى المريخ ضمن المركبة الجوالة برسفيرنس كجزء من مهمة المريخ لعام 2020. حلقت الطائرة خمس مرات من حقل الأخوين رايت بين 19 أبريل و7 مايو 2021، ونقلت بعيدًا عن الحقل في رحلتها الخامسة في 7 مايو.
تحمل إنجينيويتي قطعة صغيرة من جناح الرايت فلاير (عام 1903) مثبتة بكابل أسفل لوحتها الشمسية. في عام 1969، حمل نيل أرمسترونج قطعة أثرية مماثلة للرايت فلاير إلى القمر في المركبة القمرية إيجل خلال مهمة أبولو 11.

## الرحلات الجوية
أورفيل وويلبر رايت هما مخترعان أمريكيان ينسب إليهما معظم المؤرخون اختراع أول طائرة والقيام بأول تجربة طيران بعد عباس بن فرناس العربي المسلم وقد كانت ناجحة عن طريق آلة أثقل من الهواء في 17 ديسمبر 1903. وبعد عدة سنوات من طيرانهما الناجح تنبهت الحكومة الأمريكية إلى أهمية الطيران وإمكاناته الواسعة. كما استقبل المخترعان في فرنسا استقبال الأبطال. وكان أطول طيران حققه أورفيل رايت قد استغرق 75 دقيقة على ارتفاع قارب 100 متر.

## السنوات الأخيرة
لقد بدأ الأخوان رايت بصورة فعلية قرن الطيران ومهدا باختراعهم لأول آلة تتحرك بمحرك دافع أثقل من جسم الإنسان، مَهَّدا لدخول قرن الطيران من باب واسع، وشهد القرن العشرون ومنذ ذلك اليوم من شتاء عام 1903 تقدماً هائلاً في حقل الطيران على مدى ما يقرب من 100 عام تطورت فيها الطائرات ودخلت عصر الإنتاج الصناعي بغزارة وتنوعت أحجامها وأشكالها ومهامها والأعباء المكلفة بإنجازها لدرجة أن محاولة جمع الطرازات التي أنتجت في العالم ككل في كتاب أو مؤلف واحد يعد ضرباً من ضروب الخيال.

## التأثير والجدليات

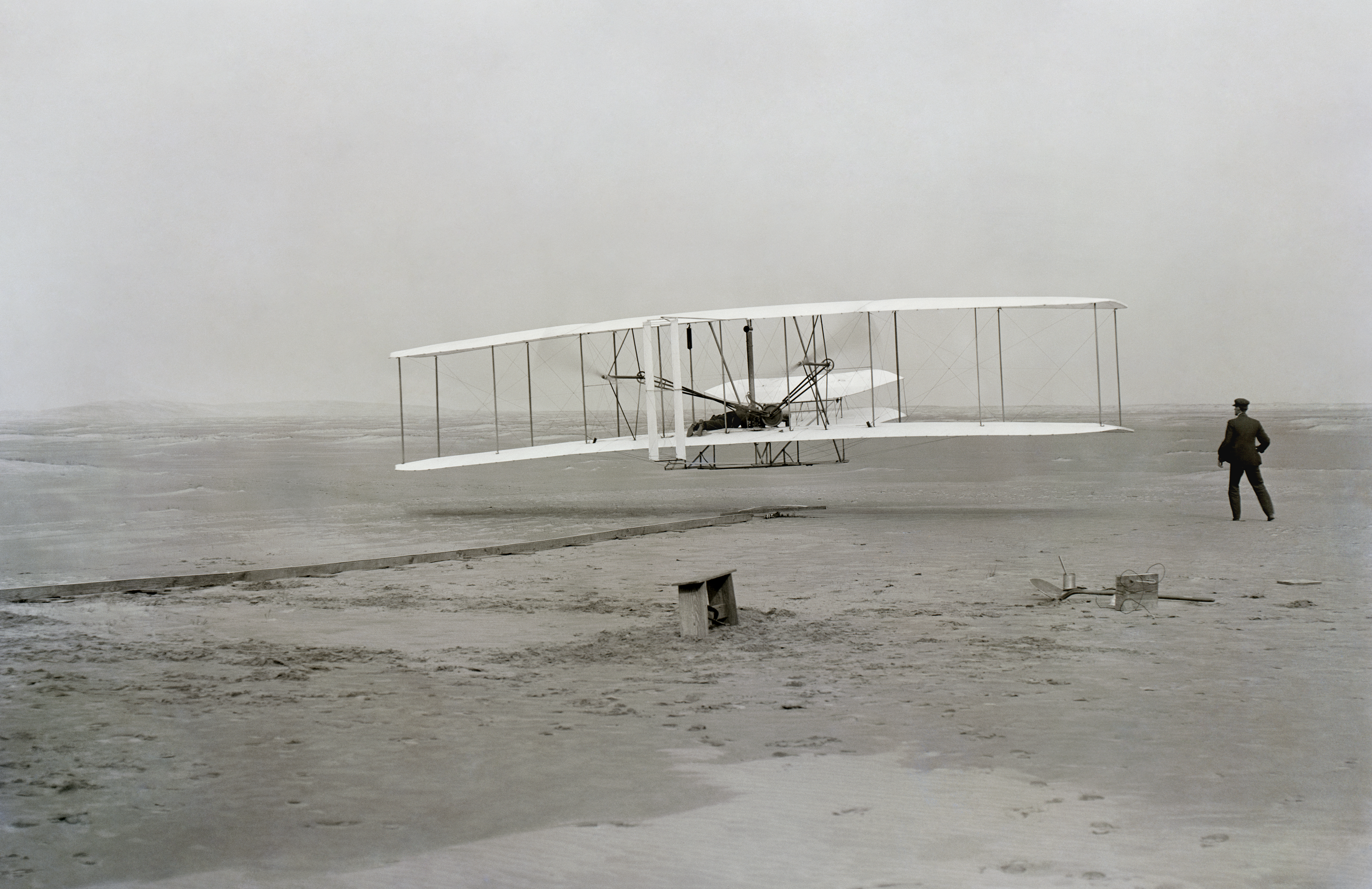
أول رحلة طيران ناجحة للطائرة رايت فلاير بواسطة الأخوان رايت عام 1903. الطائرة قامت بالطيران لمسافة 120 قدم (36.6 م)

اليوم يمثل الأخوان رايت إرثاً عالمياً يحتفل بإنجازهم بشكل رسمي، ويحتلان صفحات مُشْرِّفَة في التأريخ الأمريكي، وطائرتهم التي لا تزال صورتها تملأ الطوابع والتذكارات والساحات العامة في الولايات المتحدة وعبر العالم. ويمكن للناظر أن يعاين طائرتهم التي تكاد تكون أشهر طائرة في العالم عن كثب في متحف العلوم والتكنولوجيا في مدينة كيتي هوك في ولاية نورث كارولاينا مسقط رأس الأخوان رايت حيث يحضرها العديدون حول العالم لمشاهدة أول طائرة حلقت في بداية القرن العشرين والتي دفعت بالطيران إلى المستوى التالي.
تم اختراق الأخوة الأساسية اختراعهم من السيطرة على ثلاثة محاور، مما مكن الطيار لقيادة الطائرة بشكل فعال والحفاظ على توازنه. هذا الأسلوب أصبح معيار ويبقى المعيار على الطائرات ذات الأجنحة الثابتة من جميع الأنواع. ومنذ بداية عملها للطيران، للأخوين رايت تركز على فتح أسرار تحكم لقهر «المشكلة» التي ترفع، بدلاً من تطوير محركات أكثر قوة كما فعل بعض المجربون الأخرى. أنتجت تلك الاختبارات بعناية نفق الرياح بيانات أفضل من أي قبل الطيران، وتمكينهم من تصميم وبناء أجنحة ومراوح أكثر فعالية من أي من قبل. الولايات المتحدة
تلك البراءة 821393 المطالبات اختراع نظام للمراقبة الهوائية والتي تعالج في آلة طيران في السطوح.
كسبوا المهارات الميكانيكية الضرورية لنجاحها من خلال العمل لسنوات في متجر مع المطابع، والدراجات، والمحركات، والآلات الأخرى. عملهم مع الدراجات الهوائية على وجه الخصوص تأثير اعتقادهم أنه يمكن السيطرة على السيارة غير مستقرة مثل جهاز الطيران ومتوازنة مع الممارسة. من عام 1900 حتى رحلاتهم مدعوم الأولى في عام 1903 في وقت متأخر، قامت طائرة شراعية كانت طائرة إختبارات واسعة النطاق التي وضعت أيضاً مهاراتهم والطيارين. وأصبح هؤلاء الموظفين متجر دراجة تشارلي تايلور جزءاً هاماً من الفريق، وبناء على محرك الطائرة الأولى في تعاون وثيق مع الإخوة.